# Fernando Coto Albán
Fernando Coto Albán (Cartago, 30 de octubre de 1919 - San José, 28 de septiembre de 1989) fue un jurista costarricense, presidente de la Corte Suprema de Justicia de Costa Rica de 1975 a 1980.

## Biografía
Nació en Cartago, el 30 de octubre de 1919. Sus padres fueron Manuel Coto Arias y Ernestina Albán Cordero. Casó con Virginia Martén Pagés.
Ingresó al Poder Judicial en 1941, cuando era estudiante de leyes. Fue notificador, escribiente y prosecretario de la Alcaldía Primera Civil de Cuantía Mínima. Se graduó de licenciado en leyes en 1947 y poco después fue nombrado luez de Limón, cargo que desempeñó hasta 1948. De 1948 a 1951 fue juez penal de Hacienda, y de 1951 a 1963 juez primero civil de San José. En 1963 la Asamblea Legislativa lo eligió magistrado de la Sala Primera Civil y en 1967, magistrado de la Sala de Casación. En 1975, al morir Fernando Baudrit Solera, fue elegido presidente de la Sala de Casación y de la Corte Suprema de Justicia de Costa Rica, cargos que desempeñó hasta 1980. Continuó siendo magistrado de la Sala Primera de Casación hasta su fallecimiento, ocurrido en San José, el 28 de septiembre de 1989.